# Чанъе-3
Чанъе-3 (на китайски: 嫦娥三号) е изследователска мисия до Луната, организирана от Китайското Национално Космическо Управление (CNSA). Космическия кораб Чанъе-3 е кръстен на богинята на Луната от китайската митология. Мисията е продължение на мисиите Чанъе-1 и Чанъе-2 – летателни апарати, достигнали Луната и останали в орбита около нея.
Мисията Чанъе-3 включва роботизиран луноход, който има за цел забие китайското знаме на Луната и да провежда на повърхността на спътника геоложки изследвания. Името на първия китайски лунен роувър е Юйту (на китайски: 玉兔; буквално „Нефритения заек“). Името е избрано след проведена онлайн анкета. Нефритения заек е митологично същество, което се смята, че домашния любимец на богинята на Луната – Чанъе.
Чанъе-3 влиза в орбита около Луната на 6 декември 2013 г., и се прилунява на 14 декември 2013 г. на място, наречено „Залив на дъгата“, с което става първата космическа сонда, прилунявана на повърхността на земния спътник след мисията на СССР – Луна 24 (1976 г.).
С тази мисия Китай става третата държава, достигнала с космически апарат повърхността на Луната след САЩ и СССР.